# Avenzio – schöner Leben!
Avenzio – schöner Leben! war ein Mittagsmagazin des Fernsehsenders ProSieben, welches von 2003 bis 2007 produziert wurde.
Im Jahr 2008 wurde das Spin-off Schlüsselreiz mit Charlotte Engelhardt ausgestrahlt.

## Ausstrahlung
Die Erstausstrahlung erfolgte am 6. März 2003 und wurde zunächst montags bis freitags von 12:00 bis 13:00 Uhr ausgestrahlt. Ab Anfang Juli 2007 wurde die Sendung auf 11:00 bis 12:00 Uhr vorverlegt und machte den Sendeplatz frei für die Doku-Soap Deine Chance! 3 Bewerber - 1 Job. Seit Ende Oktober des gleichen Jahres wurde Avenzio – schöner Leben! ab 10:00 Uhr gesendet. Gleichzeitig erfolgte die Ausstrahlung lediglich dienstags bis freitags.
Ende 2007 wurde das Format eingestellt.

## Marktanteile
Avenzio – schöner Leben! wies konstant gute Quoten vor: 20,6 Prozent im Dezember 2003, 23,4 Prozent im April 2004, 24,0 Prozent im Mai 2004. Am 4. Oktober 2006 lag der Marktanteil nur noch bei 14,4 Prozent, am 10. Juli 2007 mit 10,2 Prozent nur noch unter dem Senderdurchschnitt, was kurze Zeit später zur Einstellung des Magazins führte.

## Inhalt
Das einstündige Servicemagazin gab Tipps rund um Themen wie Haushalt, Wohnen, Garten, Ernährung, Gesundheit, Wellness, Beauty, Mode, Partnerschaft und Familie. Ein Team war weiterhin für die Umgestaltung von Wohnungen und Häusern zuständig.
Zuschauer konnten sich für verschiedene Wettbewerbe als Teil der Sendung bewerben. Im Dezember 2003 wurde die Rubrik Avenzio sucht das Superheim sowie ab Februar 2004 Avenzio sucht die Superküche ausgestrahlt.
Als Lifecoach trat Gundis Zámbó in Erscheinung. Ralf Zacherl wurde nach der Einstellung seiner eigenen Sendung Zacherl: Einfach kochen! in das Mittagsmagazin eingebunden.